# Románfalva
Románfalva (szlovákul Rumanová) község Szlovákiában, a Nyitrai kerületben, a Nyitrai járásban.

## Fekvése
Nyitrától 18 km-re, nyugatra fekszik.

## Története
A települést 1369-ben említik először. Első telepesei románok voltak, innen kapta a nevét. A 16. században a Farkas, a Desseő és Szentpétery, a 18. században az Andrássy, Esterházy és Sándor családok birtoka volt. 1715-ben szőlőskert és 40 ház található itt. 1787-ben 103 házában 422 lakos élt. 1828-ban 55 házát 385-en lakták, akik főként mezőgazdasággal foglalkoztak.
Vályi András szerint „ROMÁNFALVA. Romanova. Tót falu Nyitra Várm. földes Ura Gr. Eszterházy Uraság, lakosai katolikusok, és másfélék, fekszik Nagy Bábhoz nem meszsze, és ennek filiája; határjában fája tűzre, és épűletre nints, szőlei termékenyek, legelője elég van, piatza Galgóczon egy órányira, Vágvizén malma; földgyei, réttyei jók.”
Fényes Elek szerint „Románfalva, (Romenova), tót falu, Nyitra vmegyében, Kis-Báb fil. 326 kath., 8 zsidó lak. F. u. gr. Eszterházy, gr. Sándor, s a. t. Ut. p. Nyitra.”
Nyitra vármegye monográfiája szerint „Románfalu, tót község, 776 r. kath. vallásu lakossal. Postája Kis-Báb, táviró- és vasúti állomás Récsény. E faluról már a XII. század elején találunk feljegyzést, amikor „Tuman”, később pedig „Thaman” néven szerepel. A XIV. században Thaman, vagy magyarosan Tamán és Románfalu két különálló község volt. Később azonban már csak az utóbbiról találunk említést. A községben van gróf Andrássy Dénes kastélya, mely jelenleg Szandtner Ernő bérlő és birtokos lakóházáúl szolgál. A kastélyt e század elején az Andrássy család építtette. Eszterházy József gróf 40 évig bírta zálogban, mig aztán ismét visszakerült az Andrássy-család birtokába. Szandtner Ernő bérlőnek itt szép gazdasága és állattenyésztése van.”
A trianoni békeszerződésig Nyitra vármegye Galgóci járásához tartozott.

## Népessége
| Év:            | 1994. | 2004.   | 2014.   | 2024.   |
| -------------- | ----- | ------- | ------- | ------- |
| Emberek száma: | 824   | 772     | 831     | 859     |
| Eltérés:       |       | -6,31 % | +7,64 % | +3,36 % |

| Év:            | 2023. | 2024.   |
| -------------- | ----- | ------- |
| Emberek száma: | 857   | 859     |
| Eltérés:       |       | +0,23 % |

1880-ban 545 lakosából 490 szlovák, 23 német, 5 magyar, 3 egyéb anyanyelvű és 24 csecsemő volt.
1890-ben 776 lakosából 21 magyar és 738 szlovák anyanyelvű volt.
1900-ban 867 lakosából 19 magyar és 828 szlovák anyanyelvű volt.
1910-ben 934 lakosából 891 szlovák, 24 magyar és 19 német anyanyelvű volt.
1921-ben 988 lakosából 15 magyar és 956 csehszlovák volt.
1930-ban 1030 lakosából 12 magyar és 1010 csehszlovák volt.
1991-ben 826 lakosából 821 szlovák volt.
2001-ben 775 lakosából 760 szlovák volt.
2011-ben 795 lakosából 765 szlovák volt.
2021-ben 821 lakosából 801 (+1) szlovák, 3 magyar, 8 (+2) egyéb és 9 ismeretlen nemzetiségű volt.

## Nevezetességei

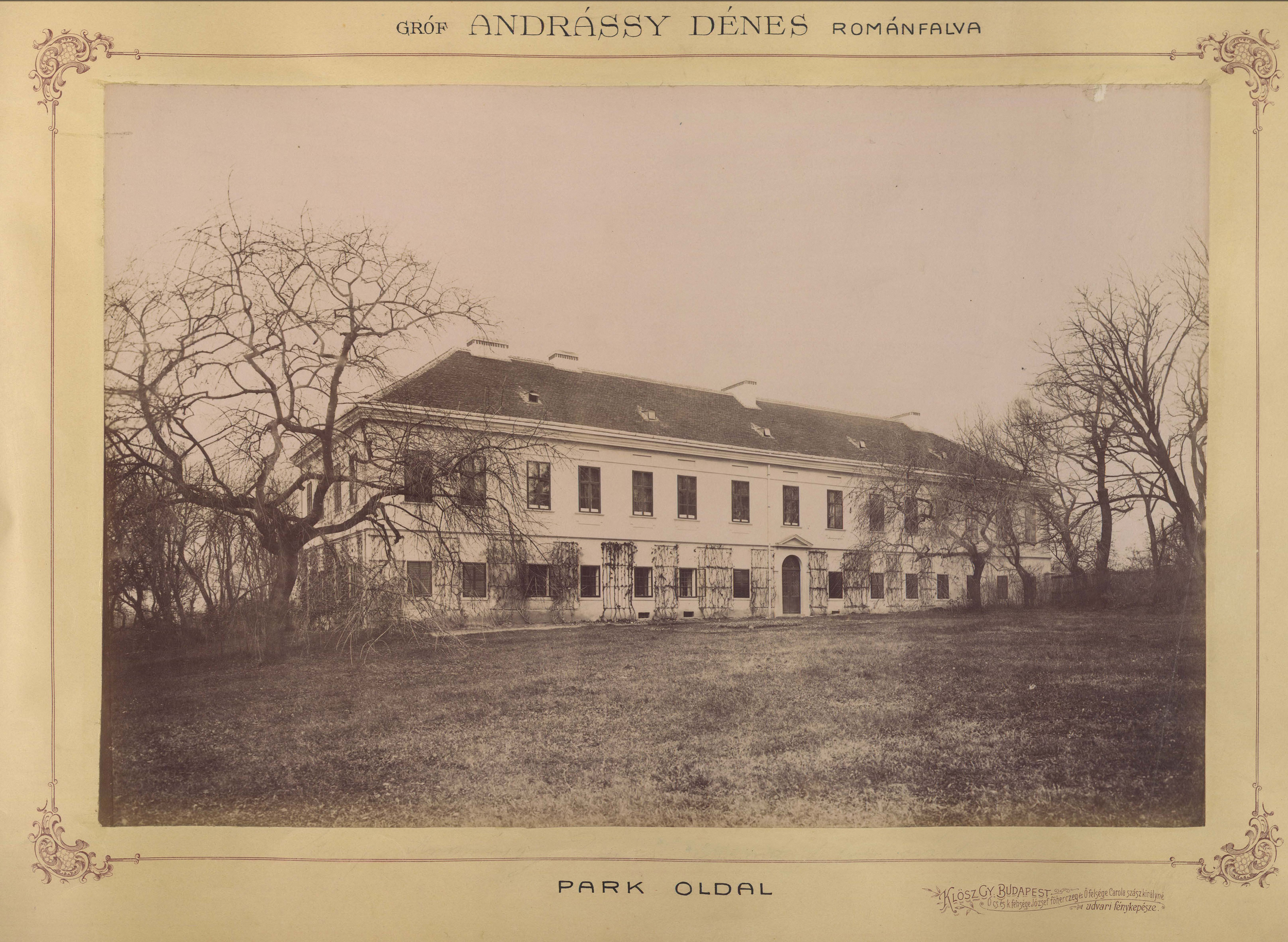
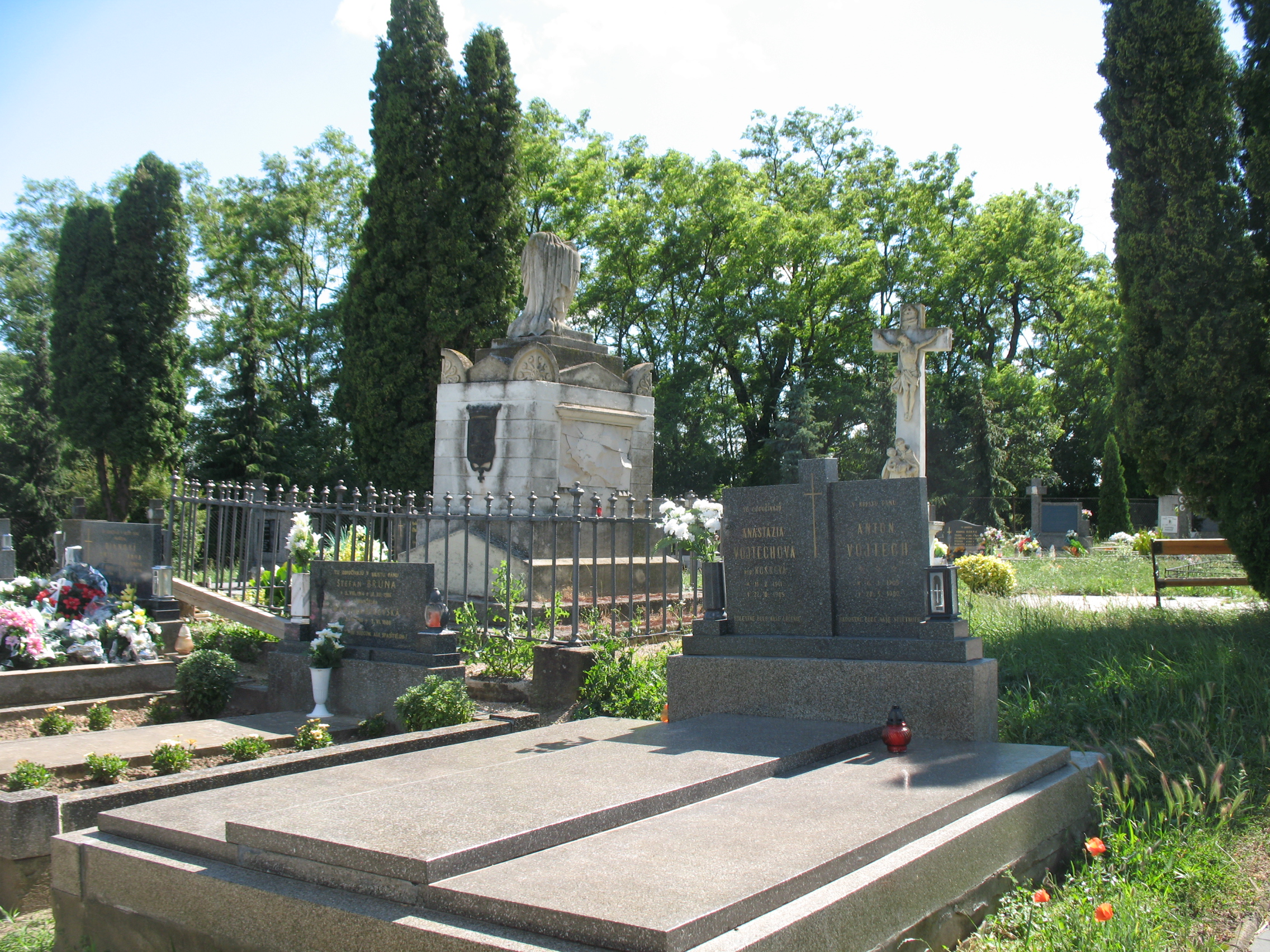
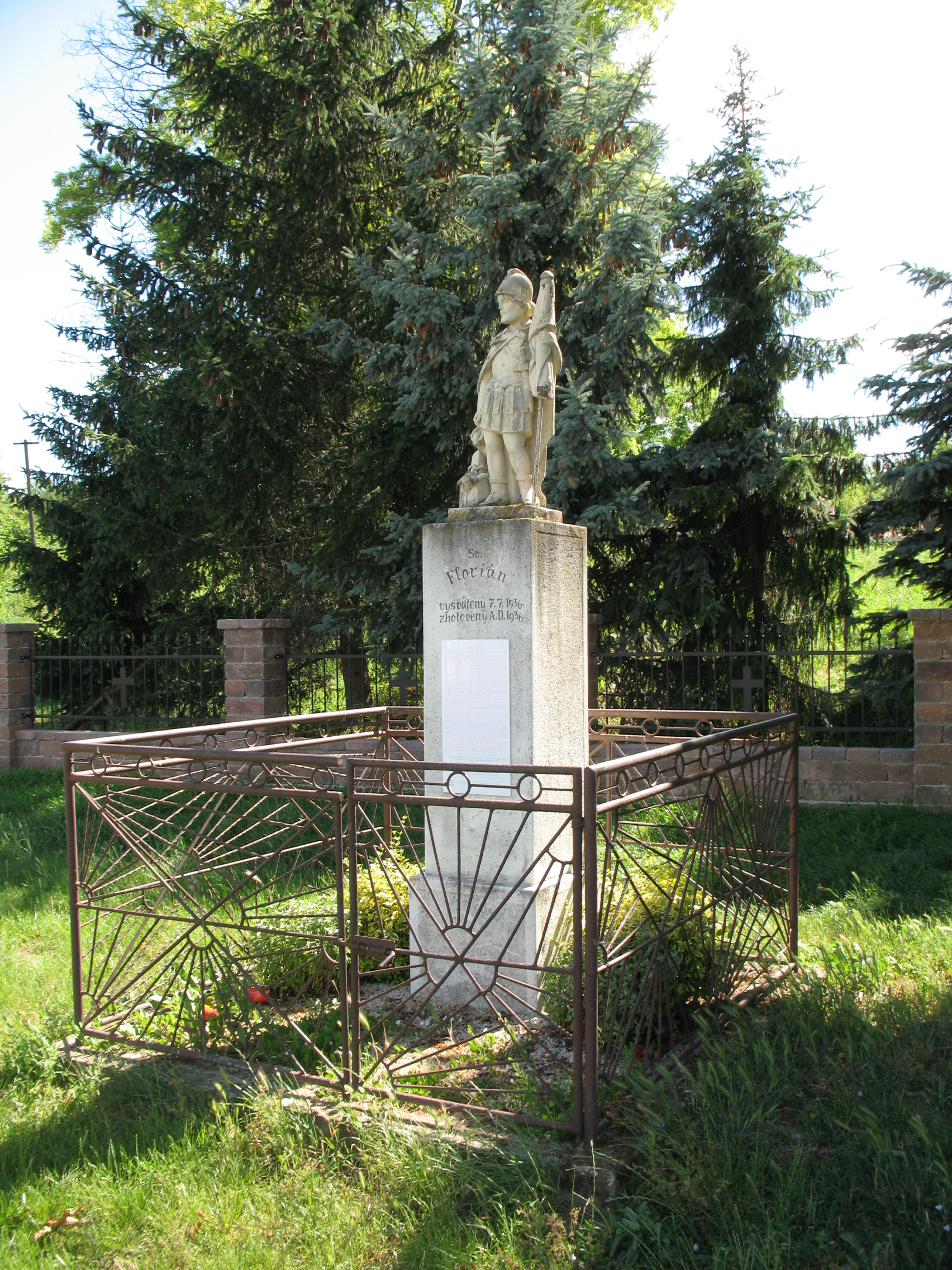
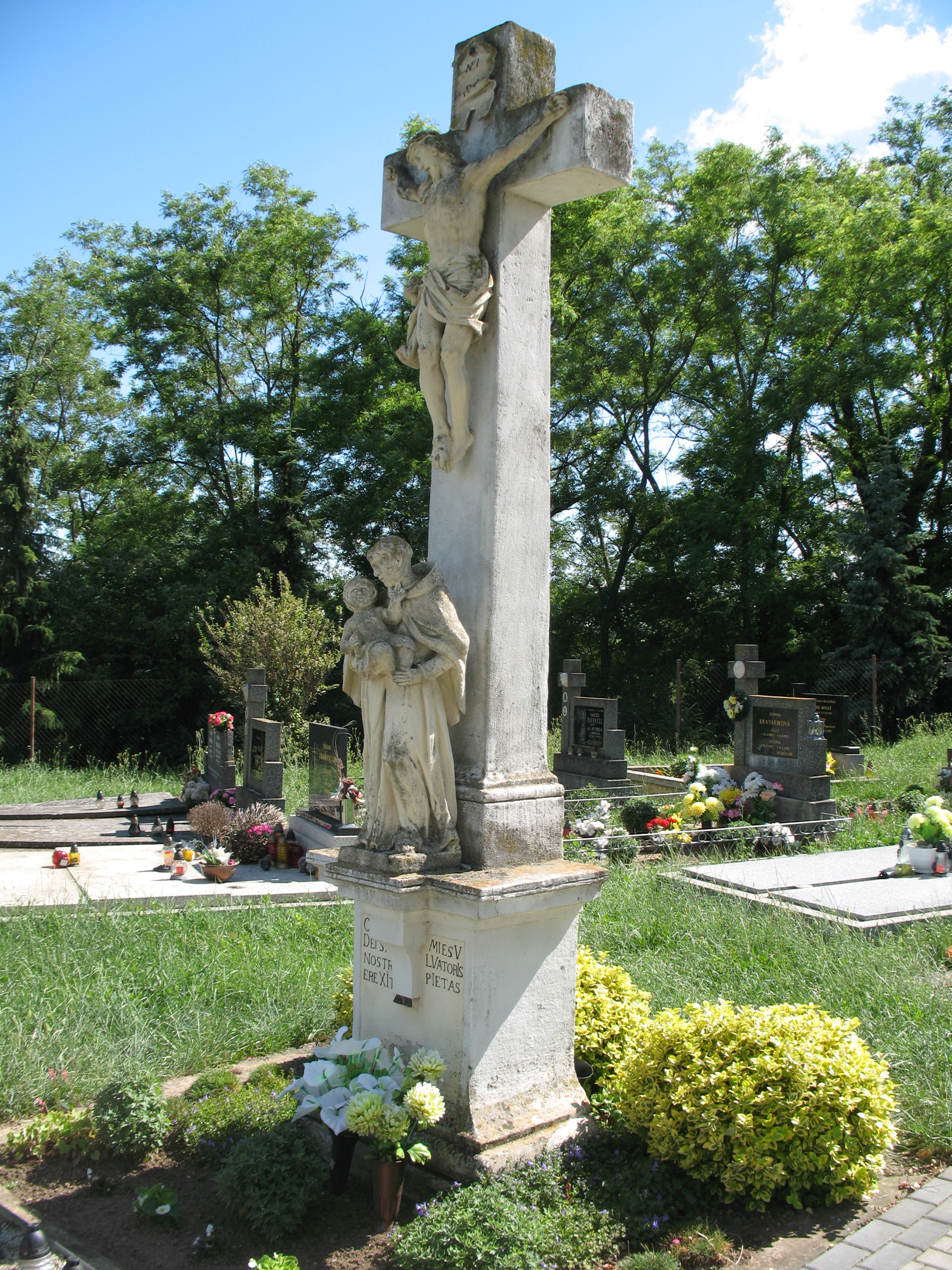
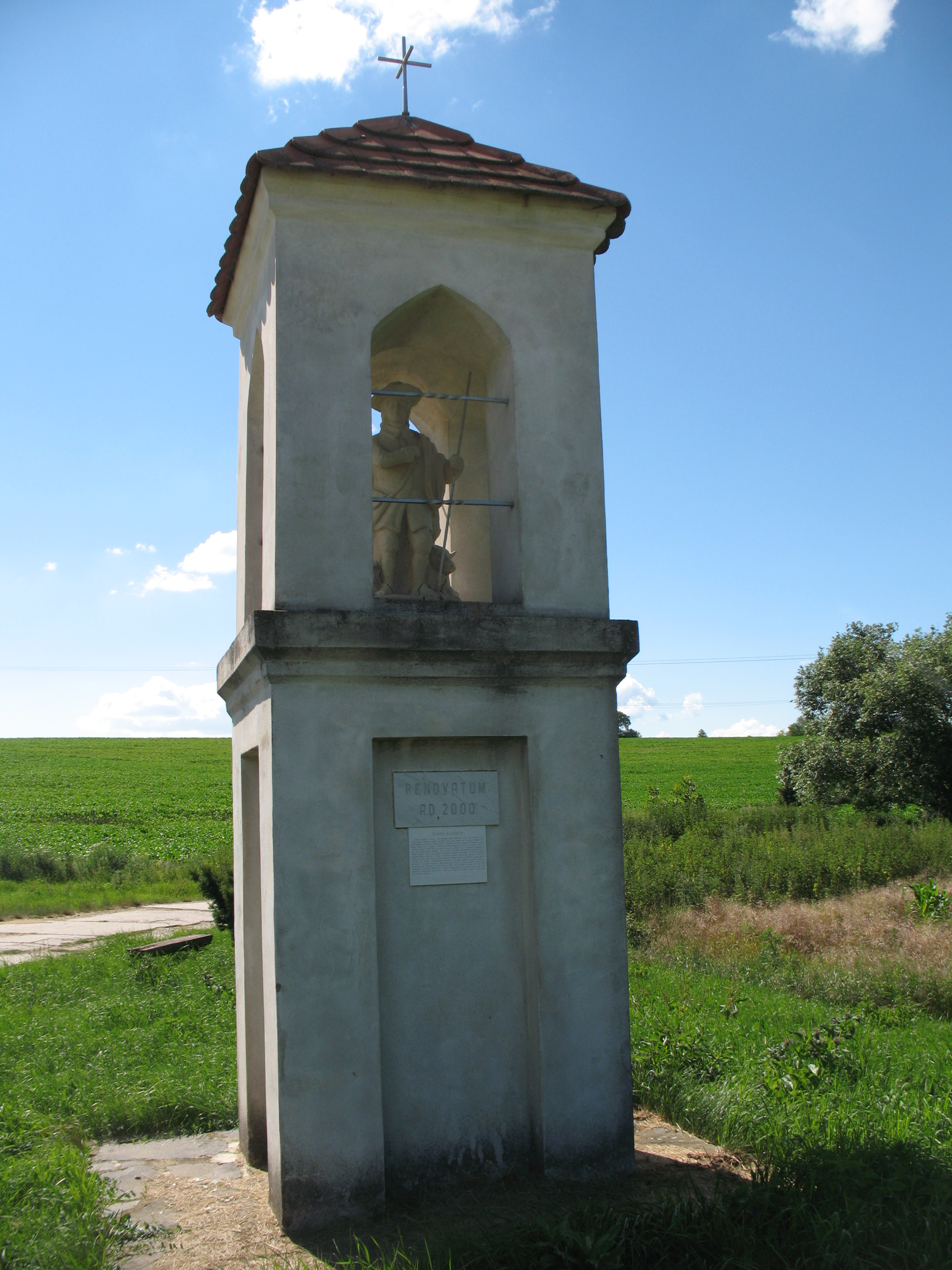
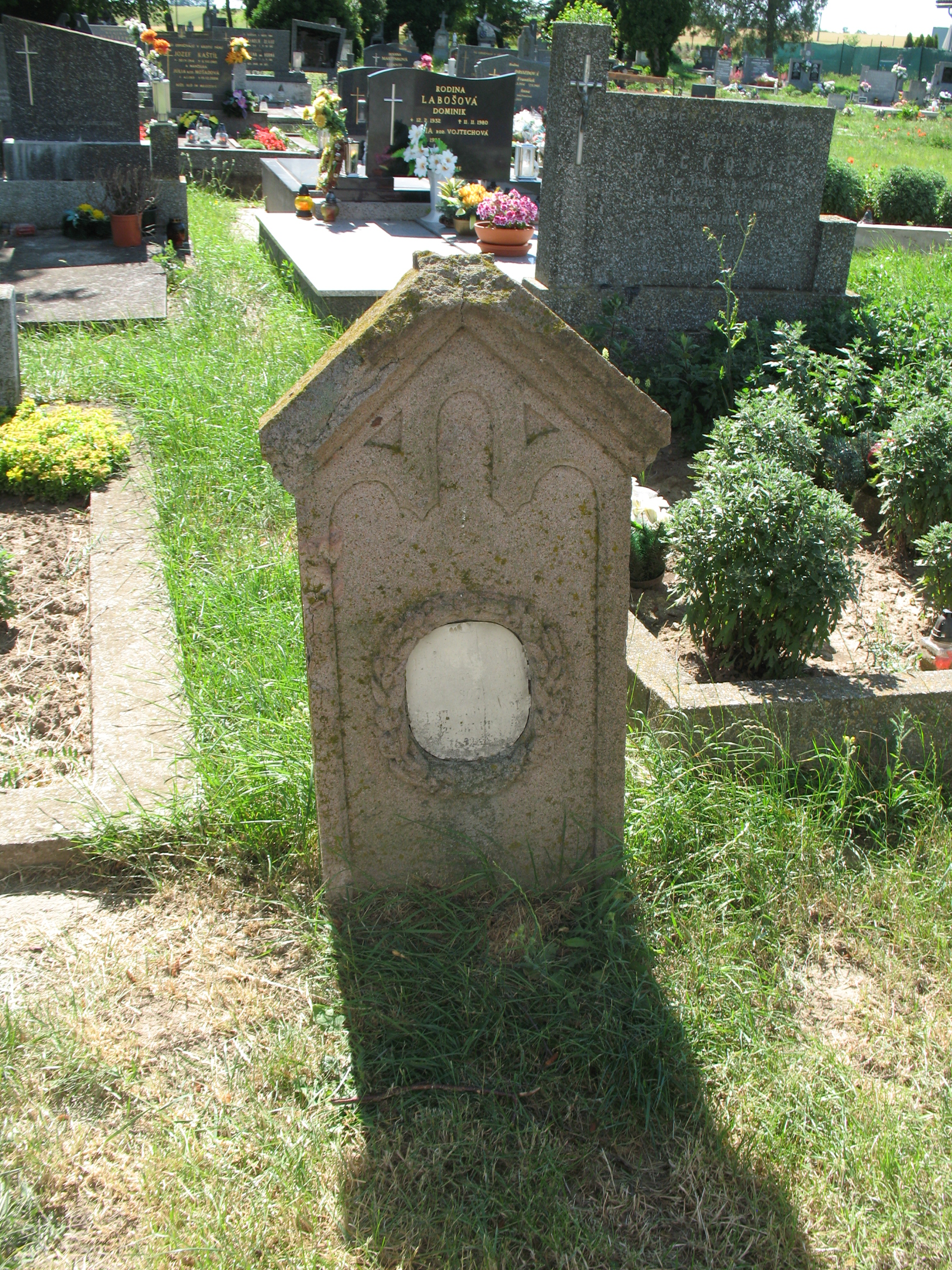

- Barokk kápolnája a 18. század második felében épült.
- Az Andrássy-kastély későklasszicista stílusú, a 19. század közepén épült.

## Neves személyek
- Itt született 1742. október 28-án báró Andrássy Antal rozsnyói püspök.
- Itt hunyt el 1830-ban és nyugszik Esterházy József, Zemplén vármegye főispánja.

## Külső hivatkozások
- Hivatalos oldal
- E-obce.sk Archiválva 2008. szeptember 20-i dátummal a Wayback Machine-ben
- Obce info.sk
- Románfalva Szlovákia térképén